# Tek Kramer
Tek Kramer is een personage uit de soapserie Days of our Lives. De rol werd door Rhasaan Orange gespeeld van 2003 tot 2007. Orange startte met de rol in juni 2003 en speelde tot november op terugkerende basis. Dan kreeg hij een contractrol voor een jaar en was hij prominenter aanwezig. Na november 2004 werd hij tot april 2005 meer naar de achtergrond geschoven maar kreeg dan een nieuw contract tot 22 januari 2007 toen hij uit de serie verdween.

## Personagebeschrijving
Tek werd geïntroduceerd als contactpersoon van John Black bij de ISA. Tek werkte samen met Philip Kiriakis, waarmee hij vaak een meningsverschil had. Na een zaak opgelost te hebben ging hij bij de politie in Salem werken. Hij hielp mee met het onthullen van de illegale drugshandel van Carson Palmer en onderzocht daarna de moord op Colin Murphy. Hij werkte nauw samen met Bo Brady en Abe Carver. Nadat Abe vermoord werd door de seriemoordenaar die Salem vanaf september 2003 teisterde was hij vastbesloten om de moordenaar te vangen. Na een tijdje voelde Tek zich meer en meer aangetrokken tot Abe's weduwe Lexie Carver. Net toen Tek en Lexie een relatie begonnen kwam aan het licht dat alle slachtoffers van de seriemoordenaar niet dood waren maar ontvoerd werden naar een tropisch eiland. Lexie en Abe verenigden zich en Tek bleef alleen achter, maar was blij dat Abe nog in leven was.